# Primer Imperi Mexicà
El Primer Imperi Mexicà és el període posterior a la independència de Mèxic en què la forma de govern del país va ser la va ser la monarquia constitucional.

## Revolució d'independència

### La lluita insurgent
El procés de la independència de Mèxic fou un dels més llargs de l'Amèrica hispana. Tot i la influència de la Il·lustració, la Revolució Francesa i la independència dels Estats Units, l'ocupació francesa d'Espanya fou el principal motiu per a revaluar la relació dels virregnats amb la metròpoli. Per totes les possessions espanyoles a Amèrica van formar diverses juntes amb el propòsit de conservar la sobirania dels territoris de l'Imperi Espanyol fins al retorn de Ferran VII al tron. A la Nova Espanya la junta s'havia dividit en dos, entre els partidaris d'una major autonomia per al virregnat i els conservadors, que consideraven que la sobirania residia exclusivament en Ferran VII. La tesi autonomista, però, no tingué sort, i la majoria dels seus partidaris foren desterrats. Així, a diferència d'altres possessions espanyoles, la guerra d'independència de la Nova Espanya, començà amb les classes populars, encapçalades per Miguel Hidalgo y Costilla, i després de la seva mort, per altres figures. El moviment, amb el pas dels anys, adquirí un matís republicà. La derrota de José María Morelos y Pavón el 1815, que havia encapçalat el Congrés de Chilpancingo de 1813—el qual havia efectuat la primera declaració escrita de la independència de Mèxic—reduí el moviment a guerra de guerrilles. Per al 1820, només havien sobreviscut alguns grups rebels a les serralades del Sud i a Veracruz.

### La constitució de Cadis
La sort de la Nova Espanya canvià a causa dels esdeveniments de la metròpoli. A Espanya, Ferran VIII, que ja havia estat restituït al tron, fou obligat a acatar la constitució de Cadis, de caràcter liberal, que afirmava la sobirania del poble. Les provisions liberals de la constitució afectaven els interessos de l'oligarquia criolla i del clergat—se suprimien tots els ordes monàstics, el fuero eclesiàstic i l'abrogació de la Inquisició, entre altres coses. Agustín de Iturbide, que havia participat en diverses ocasions en les files de l'exèrcit reialista contra els insurgents independentistes, fou convidat pel virrei Apodaca, per encapçalar un contingent amb la missió de derrotar Vicente Guerrero, un dels insurgents del sud. Iturbide tenia altres plans, i en reunir-se amb Guerrero, però, proposà la pau. Guerrero no es convencé de la sinceritat d'Iturbide, però després de diverses reunions, els insurgents i els reialistes declararen el Pla d'Iguala. Els dos exèrcits rivals, el reialista i l'insurgent, s'unien amb el nom d'Exèrcit Trigarant (en referència a les tres garanties del pla: religió, independència i unió).

### El Pla d'Iguala i la consumació de la independència
El Pla d'Iguala fou proclamat el 24 de febrer de 1821. El contingut d'aquest document, però, era molt diferent en caràcter dels ideals dels cabdills revolucionaris, ans es conservava l'estat de les coses i els privilegis de l'oligarquia criolla i el clergat, afectats per la constitució liberal de Cadis a Espanya. El document exaltava la nació espanyola, però declarava que havia arribat el moment de la sobirania de la seva filla, la Nova Espanya, i oferia tres garanties:
- la independència: la nació es constituiria com a monarquia constitucional moderada i la corona s'oferiria al mateix Ferran VII o a qualsevol altre príncep europeu, si aquest la declinava;
- la religió: el catolicisme romà havia de ser l'única religió oficial de l'imperi i el clergat conservava—a diferència de la constitució liberal de Cadis—tots els privilegis que gaudien fins aleshores;
- la unió: els espanyols i els "americans" (és a dir els criolls, els que havien nascut a la Nova Espanya) gaudirien d'igualtat en totes les coses.

Províncies del Primer Imperi Mexicà

El 3 agost de 1821, fou enviat Juan O'Donojú a la Nova Espanya com a Cap Polític Suprem, governador i capità general—càrrec que havia reemplaçat el de virrei—amb la intenció de tranquil·litzar els conservadors, i alhora, unir els liberals mexicans amb els espanyols per reforçar la unió de Mèxic amb la metròpoli. En desembarcar al port de Veracruz, però, fou assetjat per les tropes d'Iturbide, per la qual cosa, O'Donojú provà d'entendre's amb Itrubide. El 24 d'agost O'Donojú i Iturbide signen el Tractat de Córdoba, en què s'accepta la independència, però es conserven els drets de la classe regnant espanyola, tot i que se suprimí la condició que, en cas que Ferran VII refusés el tron, el sobirà havia de ser un príncep europeu. El 27 de setembre entrà Augstín de Iturbide, encapçalant l'Exèrcit Trigarant, a la ciutat de Mèxic, i el 28 de setembre signà la segona i última declaració escrita de la independència de Mèxic.
Al sud Gabino Gaínza, que havia assumit el govern del Regne de Guatemala—regió que incloïa tota l'Amèrica Central, llevat de l'actual Panamà, i que era dependència de la Nova Espanya—en veure que Mèxic assolia la seva independència en signar-se el Tractat de Córdoba, declarà, al seu torn, la independència del Regne de Guatemala d'Espanya, el 15 de setembre de 1821. Iturbide proposà la integració del Regne a l'Imperi Mexicà, la qual cosa Gaínza acceptà, tanmateix, la decisió havia de sotmetre's als ajuntaments, ja que no tots eren partidaris de l'adhesió. S'efectuà un referèndum, del qual sortí victoriosa l'opció de l'adhesió. Així, la nova nació independent, l'Imperi Mexicà, s'estenia des de la regió més septentrional dels territoris de Califòrnia i Nou Mèxic fins a l'actual nació de Costa Rica.

## Proclamació d'Iturbide com a emperador

Agustín de Iturbide, proclamat Agustí I de Mèxic

A finals de 1821 es formà la Junta Provisional Governativa, que excloïa els insurgents però acceptava un gran nombre d'advocats i eclesiàstics, alguns dels quals havien participat de les primeres juntes de 1808 i altres havien estat, fins i tot, diputats a Cadis. La Junta es dividí molt aviat en dos partits: els partidaris d'Iturbide i la regència (l'exèrcit, el clergat, i l'oligarquia criolla) per una banda, i per l'altra, l'oposició (els advocats i el clergat baix). La Junta convocà un Congrés nacional que acceptava la representació per classes—a proposta del primer grup—però l'elecció no havia de ser proporcional ans indirecta—com ho demanava l'oposició.
El Congrés constituent doncs es reuní el 24 de febrer de 1822 dominat per la classe mitjana. Des de la primera sessió, votà per unanimitat que en el Congrés residia la sobirania, per la qual cosa s'enfrontà amb Iturbide mateix que afirmava que des del Pla d'Iguala, la seva veu es constituïa com a òrgan únic de la voluntat dels habitants. El Congrés proposava moltes reformes contra l'oligarquia i la noblesa, i sobretot, reduir l'exèrcit. Una fracció de l'exèrcit, doncs, preparava un cop d'Estat. Les Corts espanyoles es negaren a reconèixer la independència de Mèxic, frustrant així l'esperança que Ferran VII o algun membre de la família regnant espanyola acceptés el tron de l'Imperi Mexicà. Els iturbidistes consideraren aquesta ocasió propícia per a elegir un monarca mexicà. El 18 de maig, un tumult, integrat per un regiment que provenia de l'exèrcit que Agustí havia obligat el Congrés a donar-li sortí al carrer, feu repicar campanes, i es traslladà al palau d'Iturbide, tot en demanant la corona per a ell. L'endemà, el Congrés, que es resistia al començament a la nominació, i sense quòrum, confirmà la designació, i el 21 de juliol fou coronat com a emperador de Mèxic. La notícia fou rebuda amb bons ulls per als habitants de la ciutat de Mèxic i les províncies limítrofes. Entre els decrets aprovats pel Congrés i l'emperador, durant el pocs mesos que durà el seu mandat, hi havia la instauració de l'Orde de Guadalupe, les regles de successió de l'emperador i els títols que havien de rebre la seva esposa i els seus fills.

## La caiguda de l'Imperi i la formació de la república federal
La situació de l'Imperi, tanmateix, era precària. Per una banda hi havia una greu crisi financera, causada per onze anys de lluita revolucionària i la fuga de capitals del país. Per altra banda, l'oposició entre els liberals i l'emperador s'agreujà. S'organitzen diversos complots per a enderrocar l'emperador i establir la república, per la qual cosa, Itrubide ordenà l'empresonament d'alguns diputats federals. Després de moltes discrepàncies amb el Congrés, Itrubide optà per dissoldre'l el 31 d'octubre de 1822 i creà una junta de 45 membres designats per ell. Antonio López de Santa Anna se sublevà l'1 de gener de 1823, proposant un projecte republicà, al qual, a poc a poc, s'uniren els antics insurgents, Guadalupe Victoria, Vicente Guerrero i Nicolás Bravo. Itrubide encarregà José Antonio Echáverri, capità general de Veracruz, totes les campanyes imperials, però aquest, s'uní a Santa Anna i proclamà el Pla de Casa Mata. Els altres contingents militars s'hi adheriren en poc temps, i els nous insurgents marxaren cap a la ciutat de Mèxic. El 19 de març, Itrubide abdicà i s'exilià, declarant que no desitjava que el seu nom fos un pretext per a una guerra civil.
El Congrés resintal·lat proclamà el seu dret d'establir la forma de govern que cregués convenient i anuncià la república. Mentre s'escrivia la constitució, el govern havia de quedar format per un triumvirat, integrat per Guadalupe Victoria, Nicolás Bravo, i un antic iturbidista, Pedro Celestino Negrete. Segons el mecanisme utilitzat el 1821, quan el Pla de Casa Matas fou enviat a les diputacions provincials, aquestes s'hi adheriren, però també conclogueren que la sobirania retornava al poble. El territori començà a fragmentar-se; les províncies es declararen "estats lliures i sobirans". Poc després, el juliol de 1823, les províncies centreamericanes votaren llur separació de Mèxic, llevat de la província de Chiapas, que convidà Yucatan (que aleshores incloïa els actuals Quintana Roo i Campeche), a confederar-se, sense rebre resposta afirmativa. Alguns d'aquests nous estats convocaren eleccions per a formar llurs congressos constituents, i alhora començaren a col·legiar-se contra el centre, per la qual cosa el federalisme resultava inevitable. Finalment es convocaren eleccions per al congrés nacional constituent, el qual s'instal·là el 7 de novembre de 1823. El Congrés aprovà, l'Acta Constitutiva de la Federació, en què la nació (és a dir la federació) assumí la sobirania, però, compartida amb els estats, lliures sobirans i independents quant a llur règim interior. Al final es constituïren 19 estats, 4 territoris federals, i un districte federal, per a la capital. El federalisme sorgí, a Mèxic, com a defensa de la sobirania dels estats, però a diferència del que passà amb els altres virregnats sud-americans, assolí mantenir unit el territori de la Nova Espanya, i a més a més, permeté l'annexió de Chiapas, província originalment centreamericana, a la federació mexicana.